# Wiwisekcja

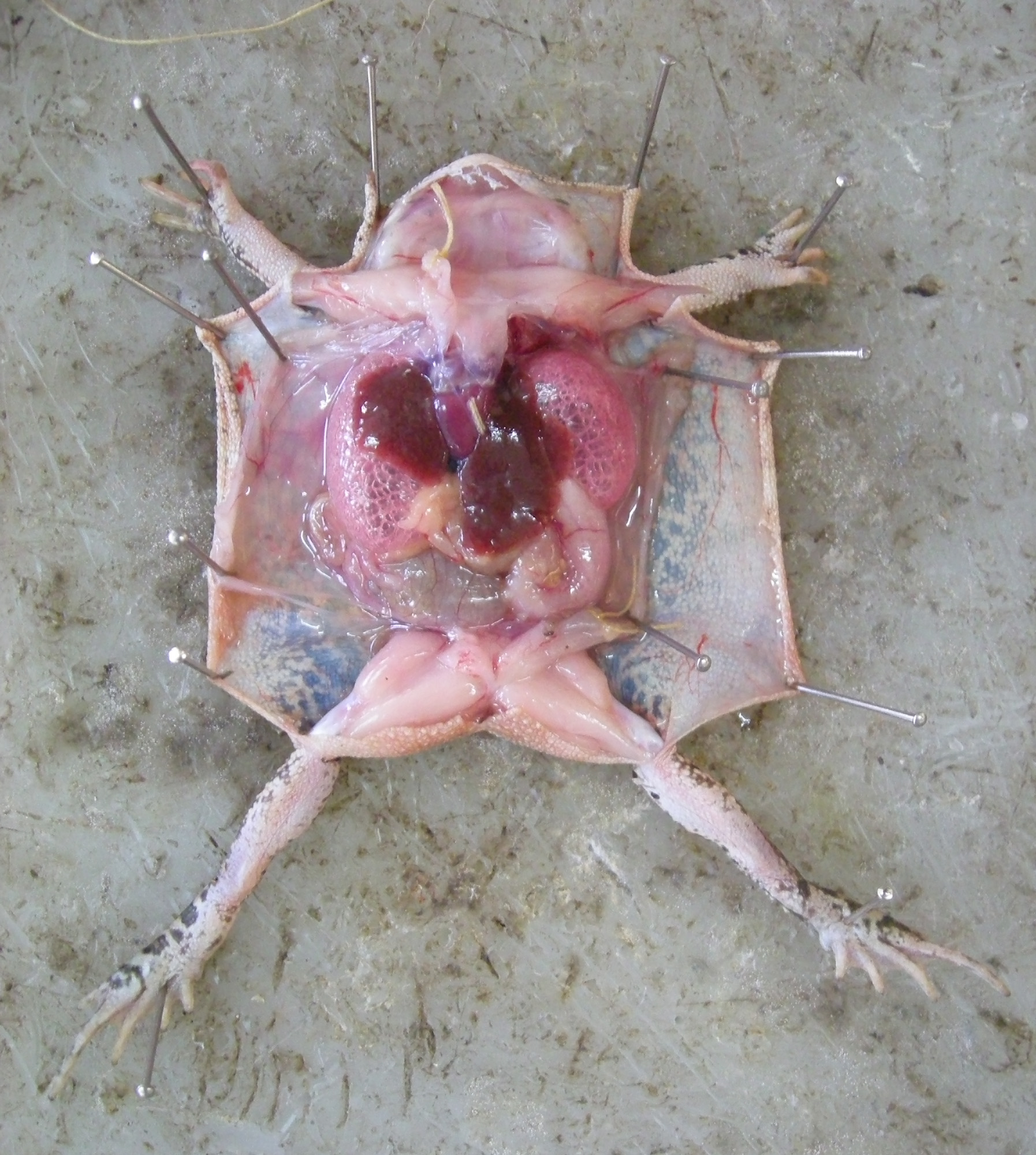
Płaz bezogonowy Tomopterna cryptotis poddany wiwisekcji w celach edukacyjnych

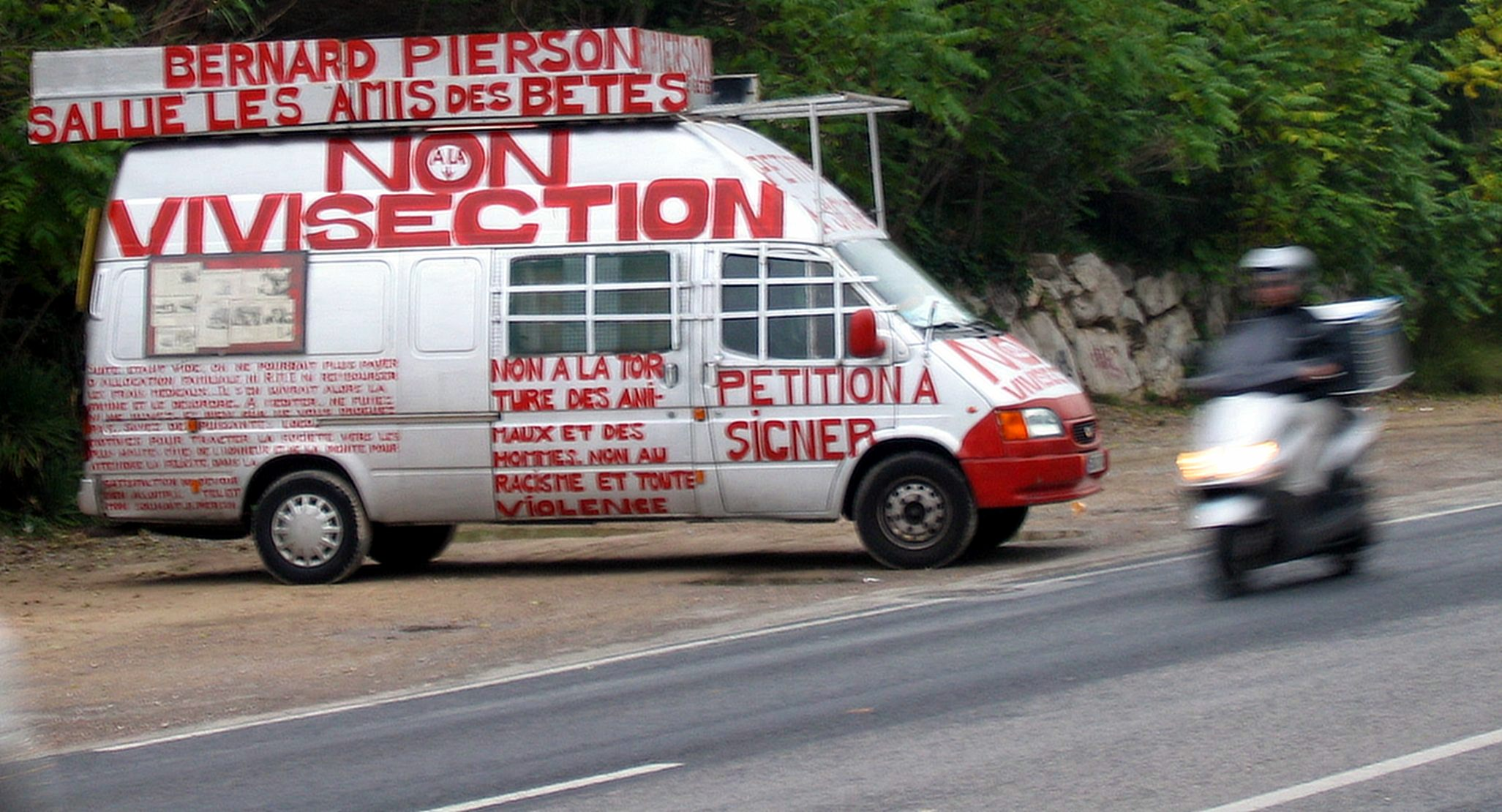
Pojazd przeciwników wiwisekcji

Wiwisekcja (łac. vivus ‘żywy’, sectio ‘rozcięcie’) – zabieg operacyjny wykonywany na żywym zwierzęciu w celach badawczych. Wiwisekcja jest przedmiotem protestów obrońców praw zwierząt, którzy wskazują na znaczenie różnic międzygatunkowych oraz postulują zastąpienie jej alternatywnymi metodami badań (np. badaniami na tkankach, symulacjami komputerowymi czy pełnym wykorzystaniem już zdobytych doświadczeń).
Wiwisekcję przeprowadzano także na ludziach. Już w hellenistycznym państwie Lagidów władcy przyzwalali nadwornym medykom (np. Herofilosowi, Erasistratosowi) na przeprowadzanie sekcji zwłok, a także wiwisekcji na skazańcach i niewolnikach. Praktyki te pozwoliły aleksandryjskim medykom na zdobycie stosunkowo szerokiej i pogłębionej wiedzy anatomicznej. Wiedza ta jednak zanikła wraz z pożarem Biblioteki Aleksandryjskiej oraz upadkiem państw hellenistycznych. Zagadnieniami tymi zainteresowano się na podobną skalę dopiero w XIX wieku. W I połowie XX wieku wiwisekcje przeprowadzali także Japończycy w jednostce 731.
Termin wiwisekcja określa także metaforyczne, gruntowne, szczegółowe analizowanie jakiegoś obiektu materii żywej (np. wiwisekcja czyjejś osobowości).